# Prover/Tell me
『Prover / Tell me』（プルーバー / テル・ミー）は、miletの通算5作目となるEP。2020年2月19日にSME Recordsから発売された。

## 概要
「Prover」はTOKYO MXほかにて放送されたアニメ『Fate/Grand Order -絶対魔獣戦線バビロニア-』の2期エンディングテーマ。『人類に対する讃歌を歌ってほしい。どこまでも壮大にしていい。』というリクエストのもとに作成された。
スケール感を漂わせた”アンセミック”な1曲の「Prover」は、『歴史深く多くの方に愛され続け、そして私自身も愛してやまないこのFateシリーズに関われることが信じられないほど嬉しいです。生死の境界線の上で生きようとする、FGOに登場するすべての者に捧げる歌を歌いました。私もFateを愛するみなさんとともに、果てしないFGOの世界にどこまでも吸い込まれていきたいです。この歌が、続く物語に優しく寄り添っていけますように。』、『「FGO」の歴代の歌だと、坂本真綾さんの「色彩」をずっと聴いてましたね。私、真綾さんのファンなんですけど、「色彩」が“朝”だとしたら、自分は“夜”みたいな曲を作りたいと思って。』 とコメントしている。ミュージックビデオは死から生にさかのぼっていくイメージで、三途の川のようなビジュアルがあった。ジャケットやミュージックビデオ映っているのは小さな舟だが、もともとmiletがイメージした舟は、ノアの方舟のような巨大なものだった。その舟に乗って誰か1人でもどこかにたどり着けたら、そこからまた物語が広がっていくようなイメージを元に作製された。
「Tell me」は同アニメ「Fate/Grand Order -絶対魔獣戦線バビロニア-」第16話のスペシャルテーマソング。「Tell me」は音もリリックも、どこか厳かでアンニュイなムードが漂っている曲。『もともとあった曲をFGOに寄り添って作り直したもので、最初はラブソングっぽい曲だったんですけど、歌詞を全取っ替えすることでもっと広い意味での愛の歌になった気がします。生きることとか死ぬこと、恋愛だけではない部分で伝えられる曲になった。』とコメントしている。ミュージックビデオは、巨大なステンドグラスをバックに神秘的な雰囲気の中で歌う。
「Your Light」は『深く考え込まずに聞き流せる曲があってもいいのかなと思って。リズム重視で、作業しながら聴きたくなるような感じ。でも、しっかり聴くといい曲みたいな。』とコメントしている。
「レッドネオン」はデビューが決まる前、miletの親友の為に作った曲。 歌詞中に出てくる“高速乗って ほら 梅公行こうか”の「梅公」は、くるりが主催し2007年より毎年開催されている音楽フェスティバル京都音楽博覧会の会場である、京都府京都市の梅小路公園。
初回生産限定盤は3rdEPの「Prover」のミュージックビデオを収録したDVDが付属。また、期間生産限定盤はSPパッケージで「Prover(TV size)」(1:34)を収録し、「Fate/Grand Order -絶対魔獣戦線バビロニア-」セカンドクールノンクレジットエンディングムービーを収録したDVDが付属。
リリースを記念して自身のYouTube Chennelにて、初のスタジオライブ生中継を実施した。

## 収録内容
| #         | タイトル         | 作詞                        | 作曲                        | 時間  |
| --------- | ---------------- | --------------------------- | --------------------------- | ----- |
| 1.        | 「Prover」       | milet                       | milet, TomoLow              | 4:01  |
| 2.        | 「Tell me」      | milet, Ryosuke "Dr.R" Sakai | milet, Ryosuke "Dr.R" Sakai | 3:43  |
| 3.        | 「Your Light」   | milet, Ryosuke "Dr.R" Sakai | milet, Ryosuke "Dr.R" Sakai | 3:21  |
| 4.        | 「レッドネオン」 | milet                       | milet                       | 4:17  |
| 合計時間: | 合計時間:        | 合計時間:                   | 合計時間:                   | 15:22 |

| #  | タイトル                | 作詞 | 作曲・編曲 |
| -- | ----------------------- | ---- | ---------- |
| 1. | 「Prover」(MUSIC VIDEO) |      |            |

| #         | タイトル             | 作詞                        | 作曲                        | 時間  |
| --------- | -------------------- | --------------------------- | --------------------------- | ----- |
| 1.        | 「Prover」           | milet                       | milet, TomoLow              | 4:01  |
| 2.        | 「Tell me」          | milet, Ryosuke "Dr.R" Sakai | milet, Ryosuke "Dr.R" Sakai | 3:43  |
| 3.        | 「Your Light」       | milet, Ryosuke "Dr.R" Sakai | milet, Ryosuke "Dr.R" Sakai | 3:21  |
| 4.        | 「レッドネオン」     | milet                       | milet                       | 4:17  |
| 5.        | 「Prover (TV size)」 | milet                       | milet, TomoLow              | 1:34  |
| 合計時間: | 合計時間:            | 合計時間:                   | 合計時間:                   | 16:56 |

| #  | タイトル                                                                                        | 作詞 | 作曲・編曲 |
| -- | ----------------------------------------------------------------------------------------------- | ---- | ---------- |
| 1. | 「Fate/Grand Order -絶対魔獣戦線バビロニア-」(セカンドクールノンクレジットエンディングムービー) |      |            |